# لانتانا مقوسة
حَشَفَة عَطِرَة أو كَمارَة شائعة أو لانتانا مقوسة[بحاجة لمصدر] أو لانتانا(الاسم العلمي: Lantana camara) واسمها الشعبي أم كلثوم هي نوع نباتي يتبع جنس اللانتانا من فصيلة اللويزية. وأصلها المناطق الاستوائية الأمريكية. أوراقها مستطيلة أزهارها سنابل هرمية الشكل تبدو ذهبية اللون ثم برتقالية وتنتهي بالأرجواني.

## الأسماء
تعرف بأسماء مختلفة باختلاف المناطق الجغرافية، ففي المغرب العربي مثلا تعرف باسمها العلمي، كما تعرف أيضا باسم شجرة أم كلثوم في العديد من الدول العربية.

## الوصف
هي شجيرة أصبحت طبيعية في معظم المناطق الاستوائية في العالم؛ فقد انتقلت من الحدائق ويُعثَر عليها في المساحات الشاغرة أو المزروعة بالقرب من المنازل، وهذا لأنها سريعة النمو ولا تتطلب أي شروط خاصة، وهي إلى ذلك تتحمل جميع أنواع المناخ. كل هذه الخواص بالإضافة إلى قدرتها الخارقة على إنتاج الأزهار تقريبا على مدار السنة، تجعلنا قادرين على غرسها خارج المنزل، في الحدائق العامة أو على الأرصفة أو في أي مكان تقل فيه العناية.

## معرض الصور

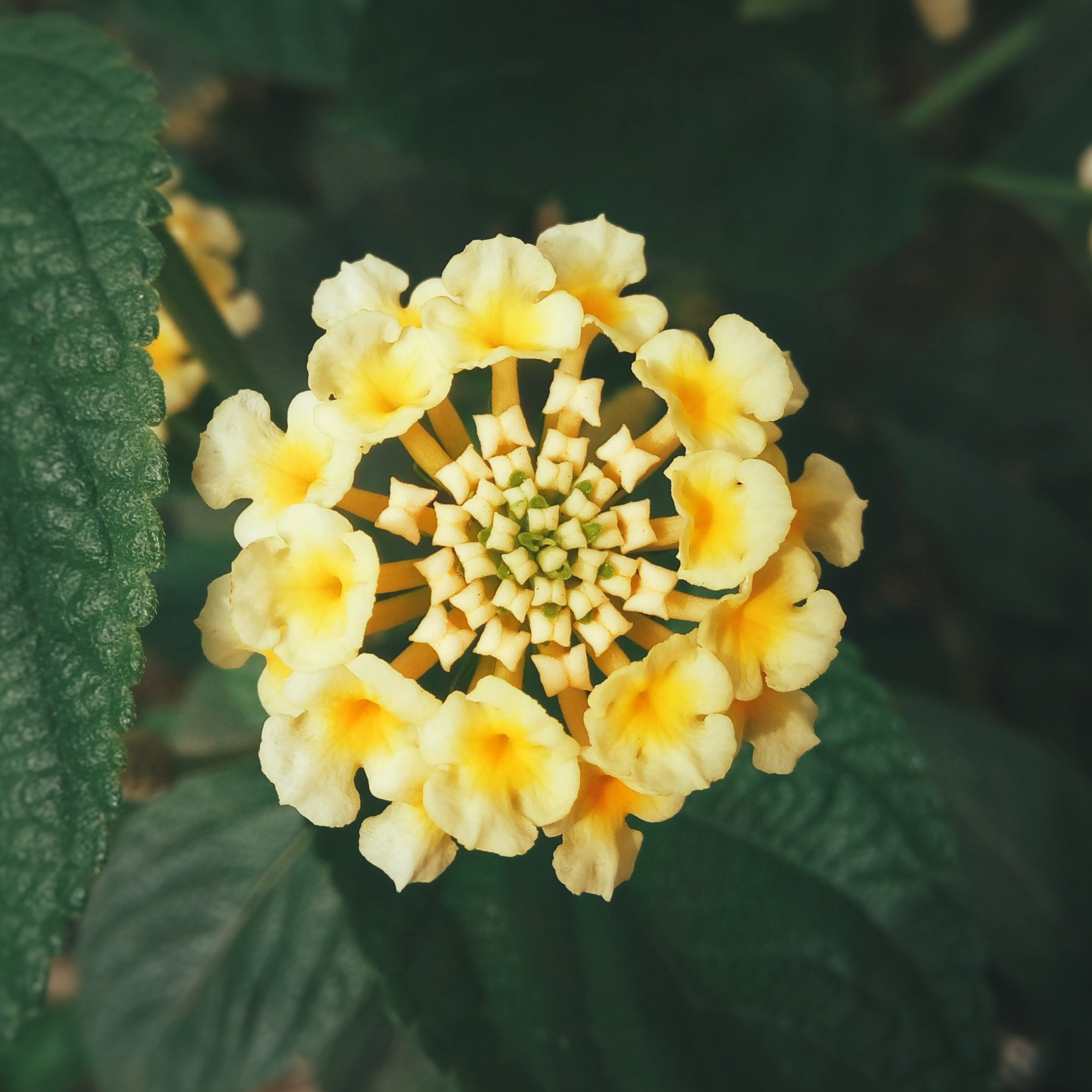
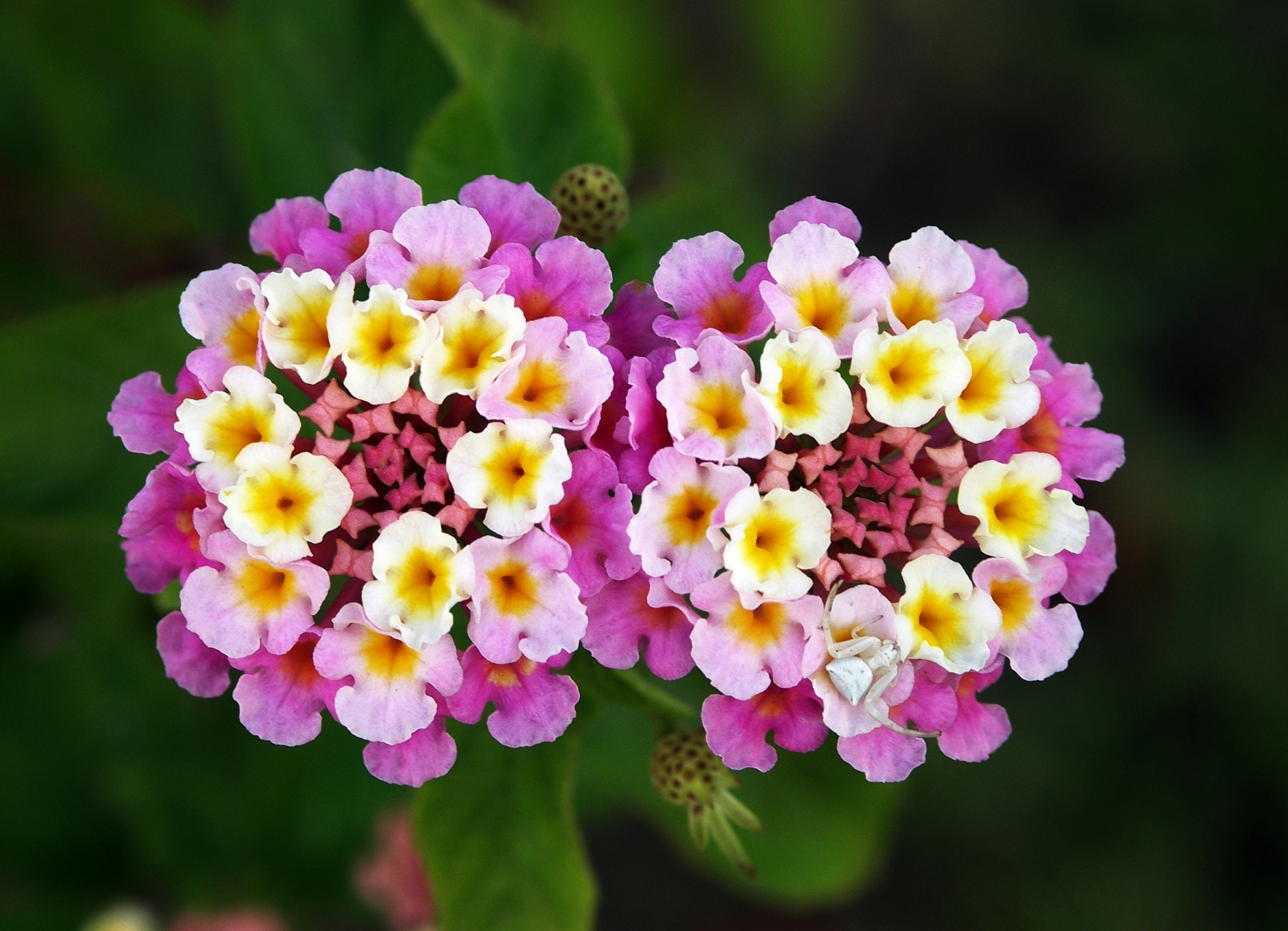
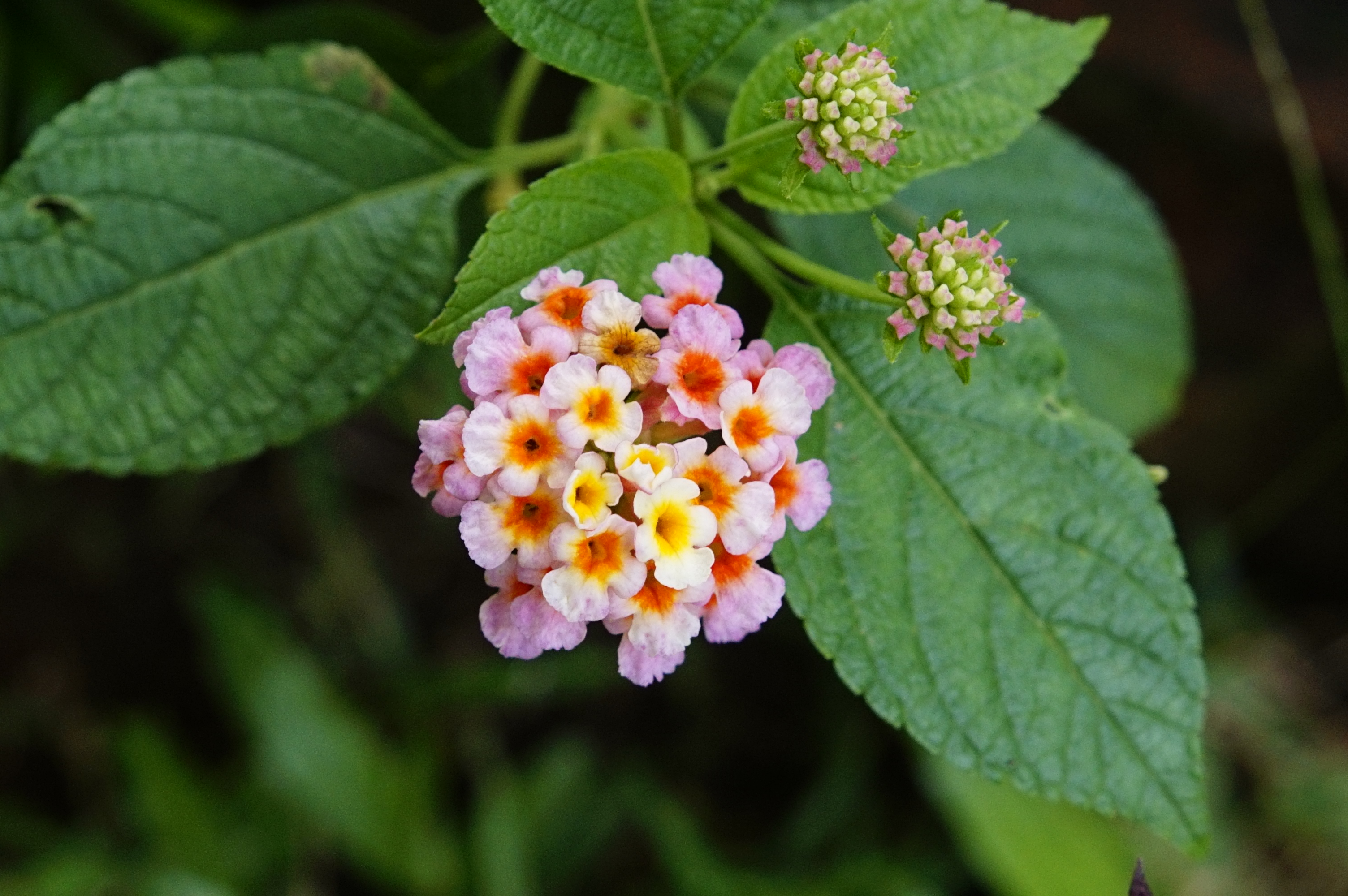
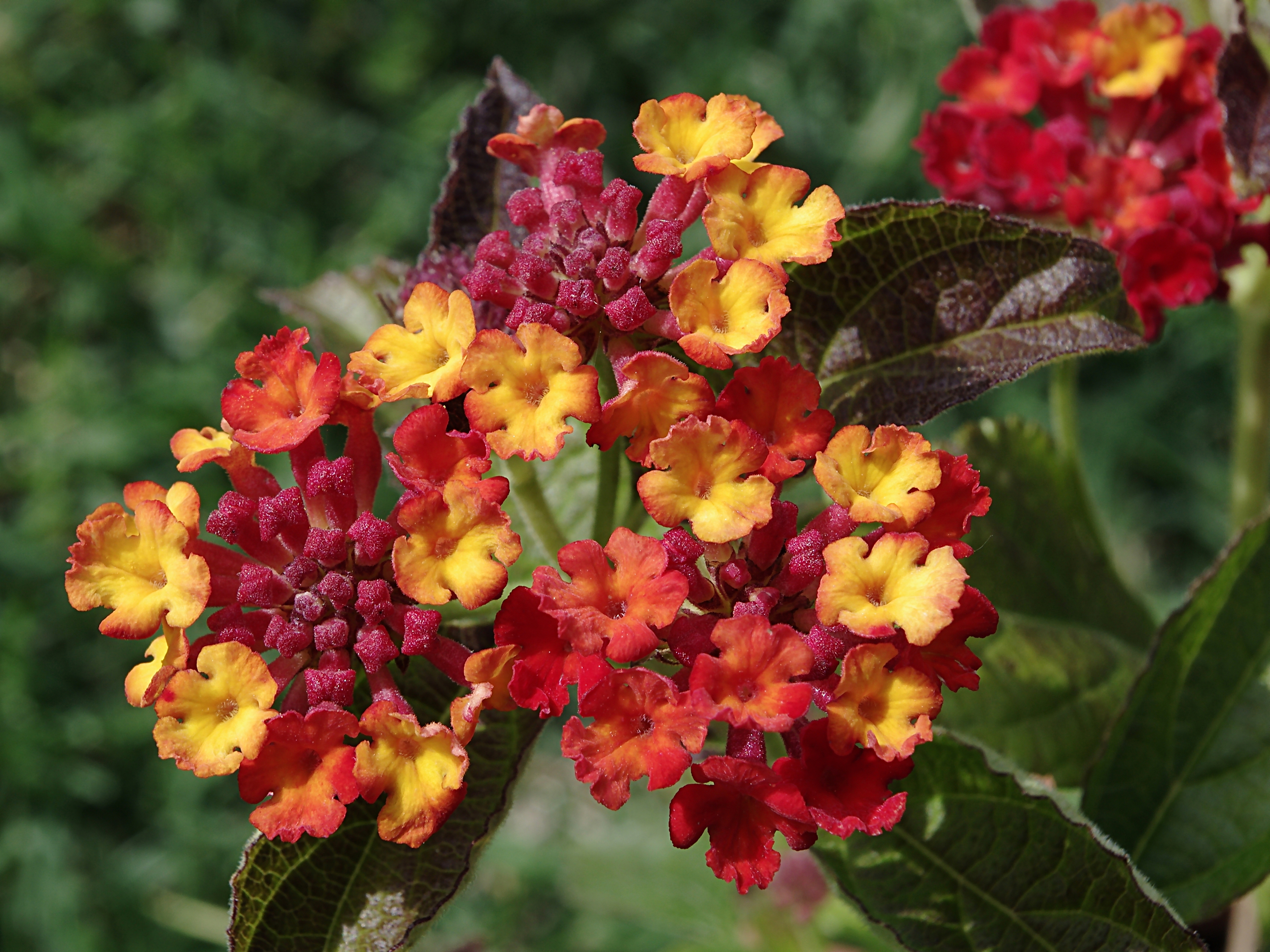
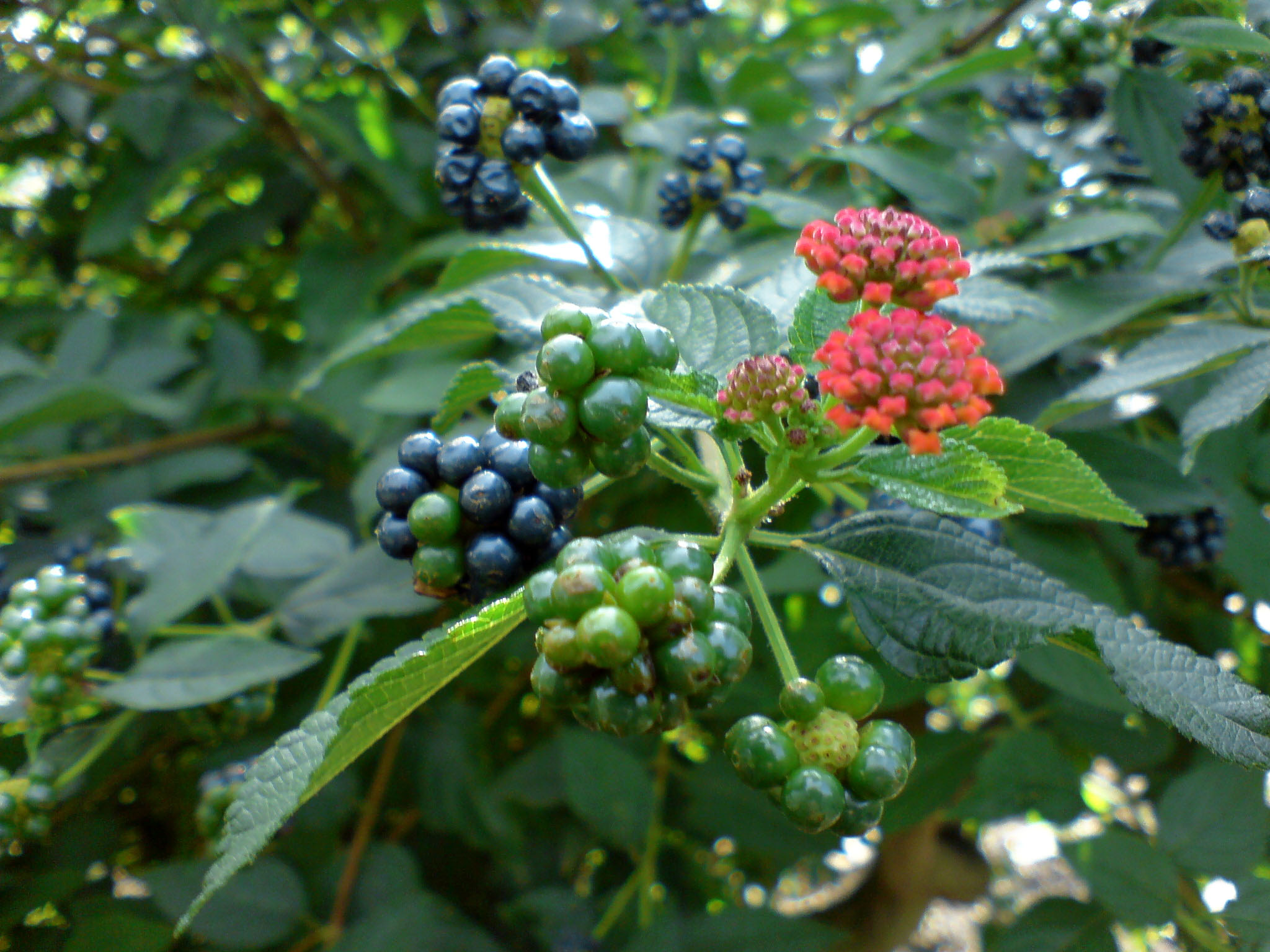
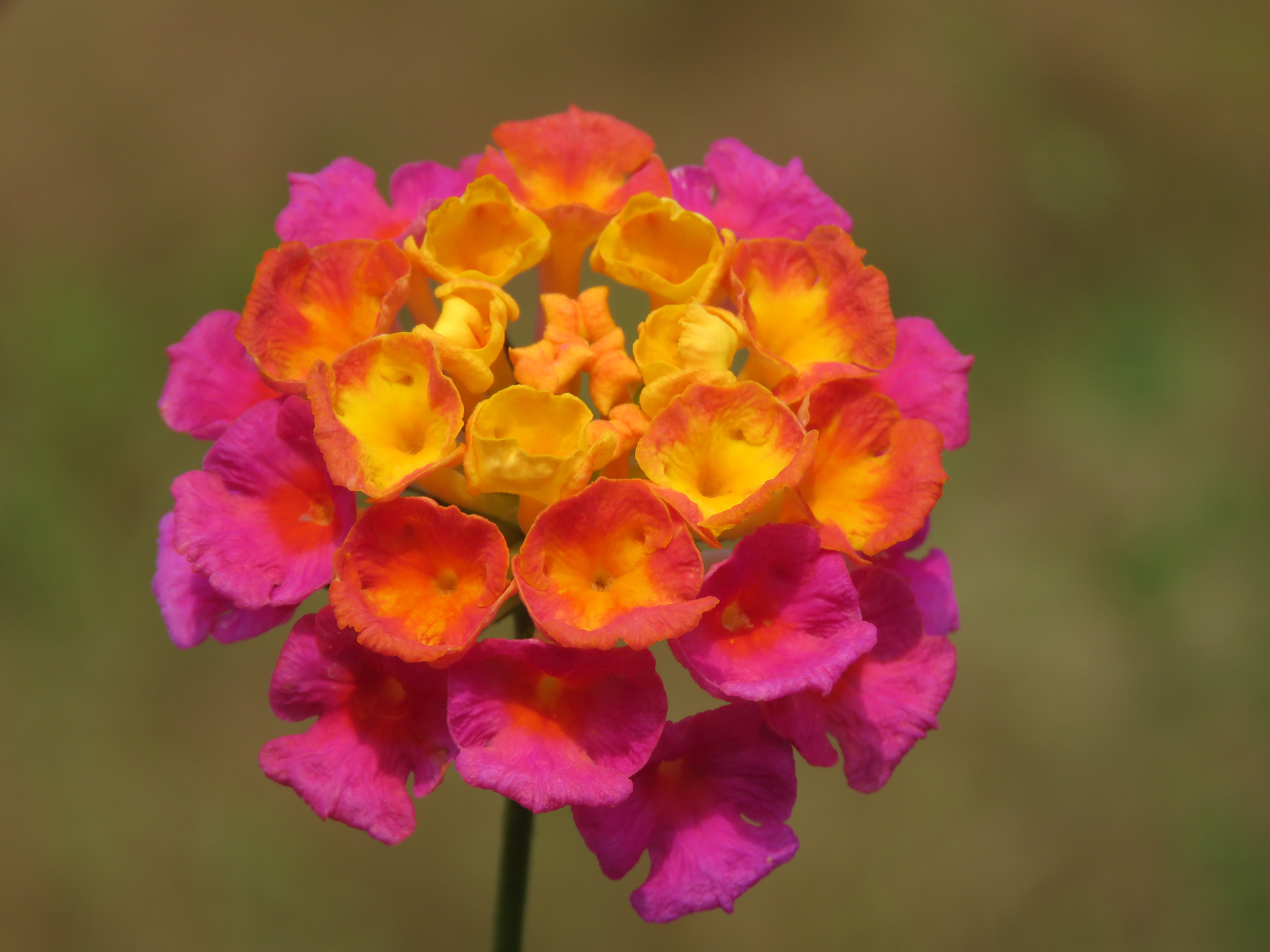
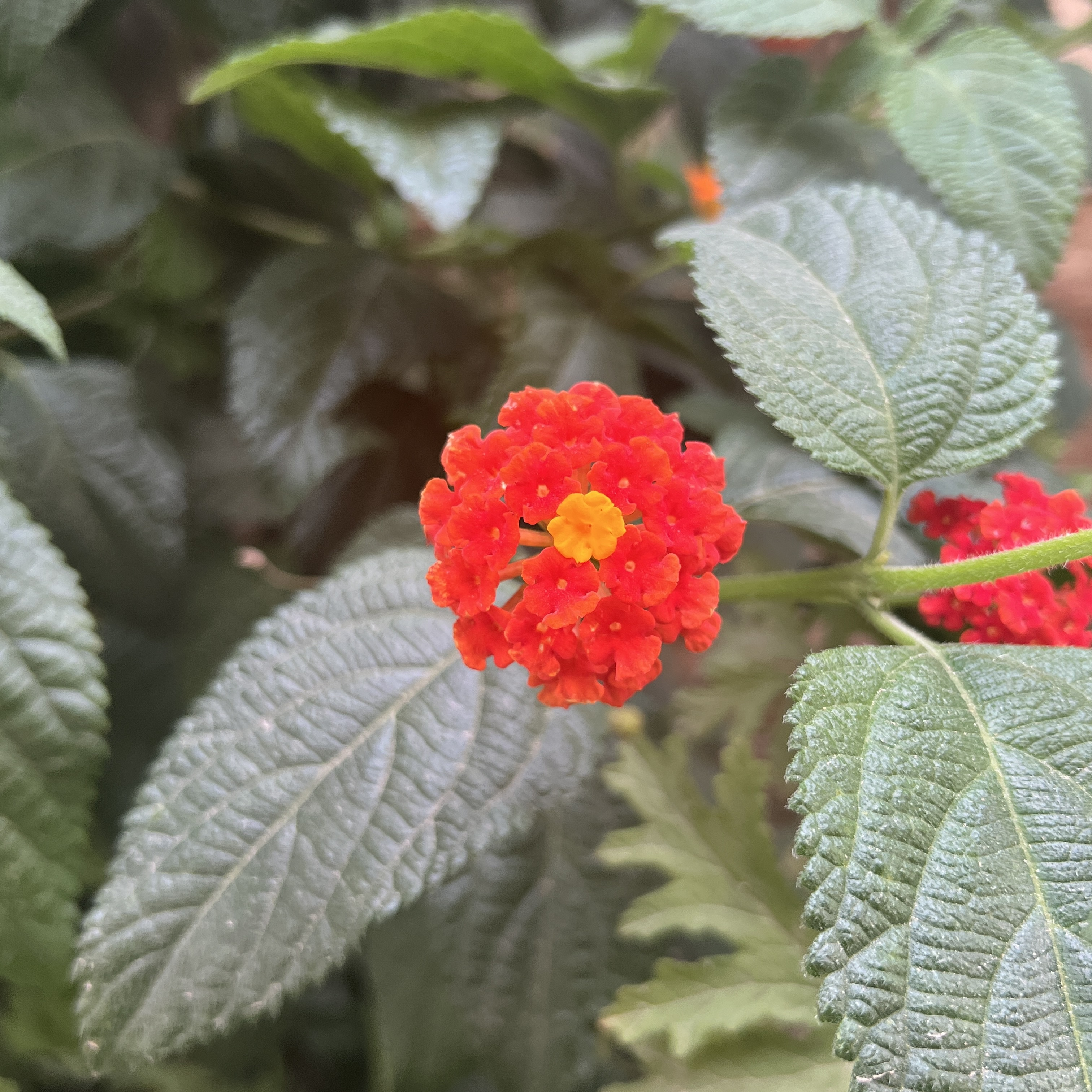